# Famenniano
| Carbonifero                                                                                         | Mississippiano | Tournaisiano | Più recente |
| Devoniano                                                                                           | Superiore      | Famenniano   | 372,15±0,46 |
| Devoniano                                                                                           | Superiore      | Frasniano    | 382,31±1,36 |
| Devoniano                                                                                           | Medio          | Givetiano    | 387,95±1,04 |
| Devoniano                                                                                           | Medio          | Eifeliano    | 393,47±0,99 |
| Devoniano                                                                                           | Inferiore      |              |             |
| Devoniano                                                                                           | Emsiano        | 410,62±1,95  |             |
| Devoniano                                                                                           | Praghiano      | 413,02±1,91  |             |
| Devoniano                                                                                           | Lochkoviano    | 419,62±1,36  |             |
| Siluriano                                                                                           | Pridoliano     | -            | Più antico  |
| Suddivisione del sistema del Devoniano secondo la Commissione internazionale di stratigrafia (ICS). |                |              |             |

Nella scala dei tempi geologici, il Famenniano rappresenta l'ultimo dei due piani stratigrafici o età in cui è suddiviso il Devoniano superiore, l'ultima delle tre epoche del periodo Devoniano, che a sua volta è il quarto dei sei periodi in cui è suddivisa l'era del Paleozoico.
Il Famenniano è compreso tra 374,5 ± 2,6 e 359,2 ± 2,5 milioni di anni fa (Ma), preceduto dal Frasniano e seguito dal Tournaisiano, il primo piano del successivo Carbonifero.
L'inizio del Famenniano fu segnato da un'estinzione di massa: fu durante quest'epoca che apparvero i primi Tetrapodi.

## Etimologia
Il Famenniano deriva il suo nome dalla regione di Famenne, in Belgio.

Il piano e la denominazione furono introdotti nella letteratura scientifica nel 1855 dal geologo belga André Dumont.

## Definizioni stratigrafiche e GSSP
La base del Famenniano, è fissata alla prima comparsa negli orizzonti stratigrafici dei conodonti della specie  Palmatolepis triangularis . Questo limite è appena al di sopra dell'evento di estinzione di massa, noto come Kellwasser Event, che ha portato all'estinzione di tutti i conodonti dei generi Ancyrodella e Ozarkodina e di quasi tutte le specie di Palmatolepis, Polygnathus e Ancyrognathus. Coincide anche con la zona delle specie  Crickites holzapfeli e Phoenixites frechi nella scala delle Goniatiti.  
Il limite superiore, che segna anche il confine tra Devoniano e Carbonifero, è fissato alla comparsa dei conodonti della specie Siphonodella sulcata.       

### GSSP
Il GSSP, il profilo stratigrafico di riferimento della Commissione Internazionale di Stratigrafia, è identificato in una sezione superiore della cava abbandonata di Coumiac, presso Cessenon, nella Montagne Noire, nel sud-ovest della Francia.

## Suddivisioni
Il Famenniano è suddiviso in otto biozone di conodonti:  
- Zona della Siphonodella praesulcata
- Zona della Palmatolepis expansa
- Zona della Palmatolepis postera
- Zona della Palmatolepis trachytera
- Zona della Palmatolepis marginifera
- Zona della Palmatolepis rhomboidea
- Zona della Palmatolepis crepida
- Zona della Palmatolepis triangularis